# Ваља Анилор (Мехединци)
Ваља Анилор (рум. Valea Anilor) насеље је у Румунији у округу Мехединци у општини Корлацел. Oпштина се налази на надморској висини од 142 m.

## Становништво
Према подацима из 2002. године у насељу је живело 718 становника, од којих су сви румунске националности.